# Мауріціо Рандаццо
Мауріціо Рандаццо (італ. Maurizio Randazzo, нар. 1 березня 1964, Кальтаніссетта, Італія) — італійський фехтувальник на шпагах, дворазовий олімпійський чемпіон (1996 та 2000 роки), триразовий чемпіон світу.

## Виступи на Олімпіадах
| Олімпіада      | Дисципліна          | Місце |
| -------------- | ------------------- | ----- |
| Барселона 1992 | індивідуальна шпага | 15    |
| Барселона 1992 | командна шпага      | 5     |
| Атланта 1996   | індивідуальна шпага | 18    |
| Атланта 1996   | командна шпага      | 1     |
| Сідней 2000    | командна шпага      | 1     |